# Joan Ferrés Curós

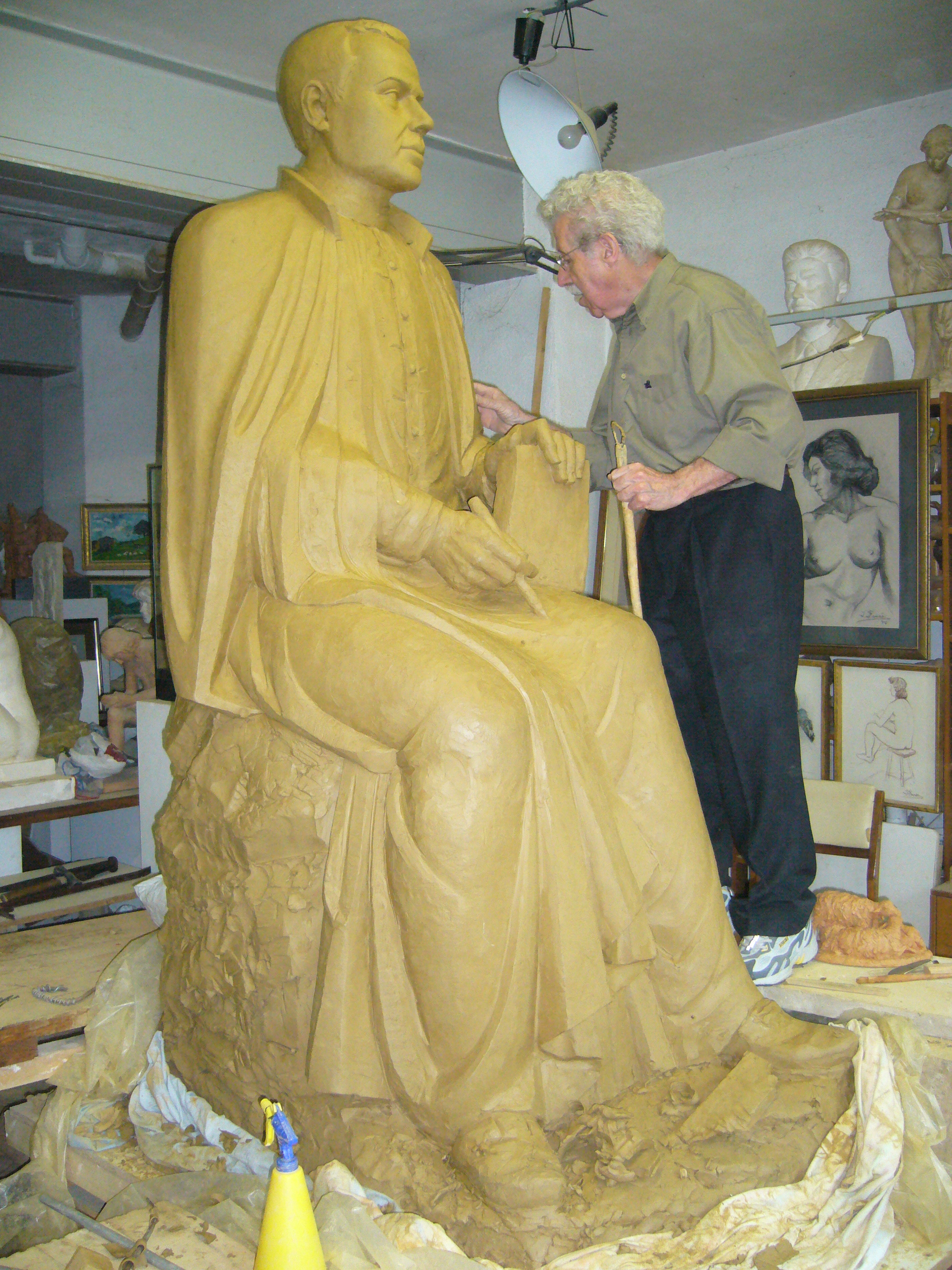
Joan Ferrés al seu taller a Olot modelant a Verdaguer, 2007

Joan Ferrés Curós (Olot, 1924) fou un escultor català.
Es formà a l'Escola de Belles Arts d'Olot sota el mestratge de Solé Jorba, Martí Casadevall i Mombardó i Bartomeu Mas Collellmir. Posteriorment, i des de l'any 1972, passà a ser-ne professor de dibuix i modelatge. Durant molts anys ha compaginat la docència amb el treball de la imatgeria religiosa on va començar de ben jove. L'obra de Ferrés aplega peces d'exposició que es distingeixen, tret d'alguns treballs més estilitzats, per la rotunditat de formes i l'expressió contundent i massissa. D'altra banda, Ferrés ha realitzat nombrosos treballs d'escultura pública, funerària i també religiosa, així com relleus commemoratius. La seva obra s'escampa avui per Barcelona, Madrid, Terrassa, Vic, Andorra, Olot, Sevilla, Mèxic i França. D'entre aquestes obres d'encàrrec ha modelat una llarga col·lecció de retrats d'amics, de familiars i d'artistes olotins. Cal esmentar encara, a nivell més íntim, la seva important producció de figures de pessebre i de pessebres artístics en els quals dona una importància cabdal a la figura: “El pessebre em complau l'esperit. És una cosa que sento, i per això hi poso amor a l'hora de confeccionar-lo”- apunta Joan Ferrés.
El 2016 se li va dedicar una exposició commemorativa.